# Tennessee Valley Authority

Logotyp för TVA.

Tennessee Valley Authority (TVA) är ett federalt ägt företag i USA som fungerar som en fristående myndighet vilken grundades 1933 för investeringar i infrastruktur i Tennessee Valley, såsom översvämningsskydd, strömförsörjningssystem. Företaget skulle därigenom verka för den ekonomiska utvecklingen i och modernisering av Tennessee Valley, vilket var en region särskilt hårt drabbades av den stora depressionen på 1930-talet. 
Satsningen från den amerikanska statens sida kom som ett resultat av senator George W. Norris från Nebraskas arbete. Företaget var en del av den statliga satsningen New Deal, och äger bland annat Browns Ferry kärnkraftverk.